# Finale della Copa América 2015
La finale della Copa América 2015 si disputò il 4 luglio 2015 al'Estadio Nacional di Santiago del Cile tra le nazionali di Cile e Argentina. A vincere fu la nazionale cilena che, dopo lo 0-0 dei tempi supplementari, superò ai tiri di rigore per 4-1 la nazionale argentina, vincendo il suo primo titolo nella storia della Copa América.

## Le squadre
| Squadra   | Finali (o spareggi) disputate in precedenza (il grassetto indica la vittoria) |
| --------- | ----------------------------------------------------------------------------- |
| Cile      | 4 (1955, 1956, 1979, 1987)                                                    |
| Argentina | 5 (1937, 1991, 1993, 2004, 2007)                                              |

## Antefatti
Questa edizione fu la settima ospitata in Cile, e la terza in cui l'omonima nazionale raggiunse la finale della Copa América (dopo i due secondi posti nel Campeonato Sudamericano de Football del 1937 e del 1941). Per quanto riguarda l'Argentina, questa era la ventisettesima finale nella competizione tra Copa América e Campeonato Sudamericano de Football, la quinta in terra cilena e la prima in assoluto contro il Cile stesso (non si conta infatti il primo posto del Campeonato Sudamericano de Football 1955 in quanto esso consisteva tra le altre cose in un girone finale all'italiana).

## Cammino verso la finale

### Cile
I padroni di casa furono sorteggiati nel gruppo A, dove affrontarono la Bolivia, l'Ecuador e il Messico, ospite del torneo e detentore della CONCACAF Gold Cup 2011. I Rojas iniziarono bene con l'Ecuador, che batterono per 2-0 con rigore di Arturo Vidal e rete di Eduardo Vargas. La seconda partita, contro il Messico, fu assai più movimentata: gli Aztecas andarono in vantaggio per due volte con le reti di Matías Vuoso al 21° (pareggiato un minuto dopo da Vidal) e Raúl Jiménez al 29° (pareggiato da Eduardo Vargas); i Rojas passarono poi in vantaggio con un secondo gol di Vidal, ma Vuoso segnò di nuovo e la partita finì 3-3. L'ultimo incontro dei gironi finì con uno strepitoso 5-0 per i Rojas: Charles Aránguiz segnò al terzo minuto, seguito dai gol di Alexis Sánchez, secondo gol di Aránguiz, rete di Gary Medel e autogol di Ronald Raldes.
Ai quarti, il Cile dovette faticare molto per battere l'Uruguay, secondo nel gruppo B, e ci riuscì solo nell'81° grazie a un gol di Mauricio Isla. Giunti alle semifinali, i Rojas affrontarono il Perù, vincitore contro la Bolivia, e si portarono in vantaggio grazie a Vargas; l'autogol di Medel riportò la partita in parità, ma Vargas segnò la doppietta che portò i Rojas in finale per la terza volta nella Copa America.

### Argentina
Dall'altra parte della barricata, nel gruppo B l'Argentina fu sorteggiata insieme a Giamaica, Paraguay e Uruguay; la Giamaica fu la seconda ospite CONCACAF del torneo, ed era subentrata dopo le rinunce in sequenza di Cina (detentrice della Coppa dell'Asia orientale 2010), Costa Rica (detentrice della Coppa centroamericana 2014), Giappone (detentore della Coppa dell'Asia orientale 2013) e Stati Uniti (detentori della CONCACAF Gold Cup 2013). Nel primo incontro, l'Argentina pareggiò 2-2 contro il Paraguay: dopo un primo tempo a favore degli Albiceleste grazie al gol di Sergio Agüero e al rigore di Lionel Messi, al 60° i paraguaiani accorciarono le distanze con Nelson Valdez al 60° e pareggiarono con Lucas Barrios mezz'ora dopo. Gli altri due incontri finirono 1-0: Agüero segnò contro l'Uruguay, mentre Gonzalo Higuaín segnò il gol contro la selezione caraibica che assicurò la qualificazione argentina ai quarti.
Ai quarti, l'Argentina incontrò la Colombia, terza del Gruppo C ma qualificata ai quarti come una delle due migliori terze. I tempi regolamentari e supplementari finirono a reti inviolate, e nella lotteria ai rigori i colombiani tirarono e segnarono per primi con James Rodríguez, seguito da Messi per l'Argentina; seguirono quindi i rigori trasformati di Falcao, Garay, Cuadrado e Banega. Muriel tirò fuori e Lavezzi segnò il gol del vantaggio, ma poi Cardona segnò e Biglia mancò la porta, portando la lotteria a oltranza. Romero parò il rigore di Zúñiga, mentre Rojo colpì la traversa. Murillo mancò poi lo specchio della porta, e il gol finale di Tévez portò gli argentini al turno successivo. In semifinale, la Selección dovette affrontare di nuovo il Paraguay, che ai quarti aveva battuto il Brasile 5-4 ai rigori dopo un'1-1 ai supplementari. La disfatta paraguaiana fu disastrosa: Marcos Rojo e Javier Pastore segnarono i due gol argentini contro quello paraguaiano di Barrios, ma nel secondo tempo la disfatta si concretizzò con la doppietta di Ángel Di María e i gol di Agüero e Higuaín.

### Tabella riassuntiva del percorso
| Squadra | Pt | G |
| ------- | -- | - |
| Cile    | 7  | 3 |
| Bolivia | 4  | 3 |
| Ecuador | 3  | 3 |
| Messico | 2  | 3 |

| Squadra   | Pt | G |
| --------- | -- | - |
| Argentina | 7  | 3 |
| Paraguay  | 5  | 3 |
| Uruguay   | 4  | 3 |
| Giamaica  | 0  | 3 |

## Descrizione della partita

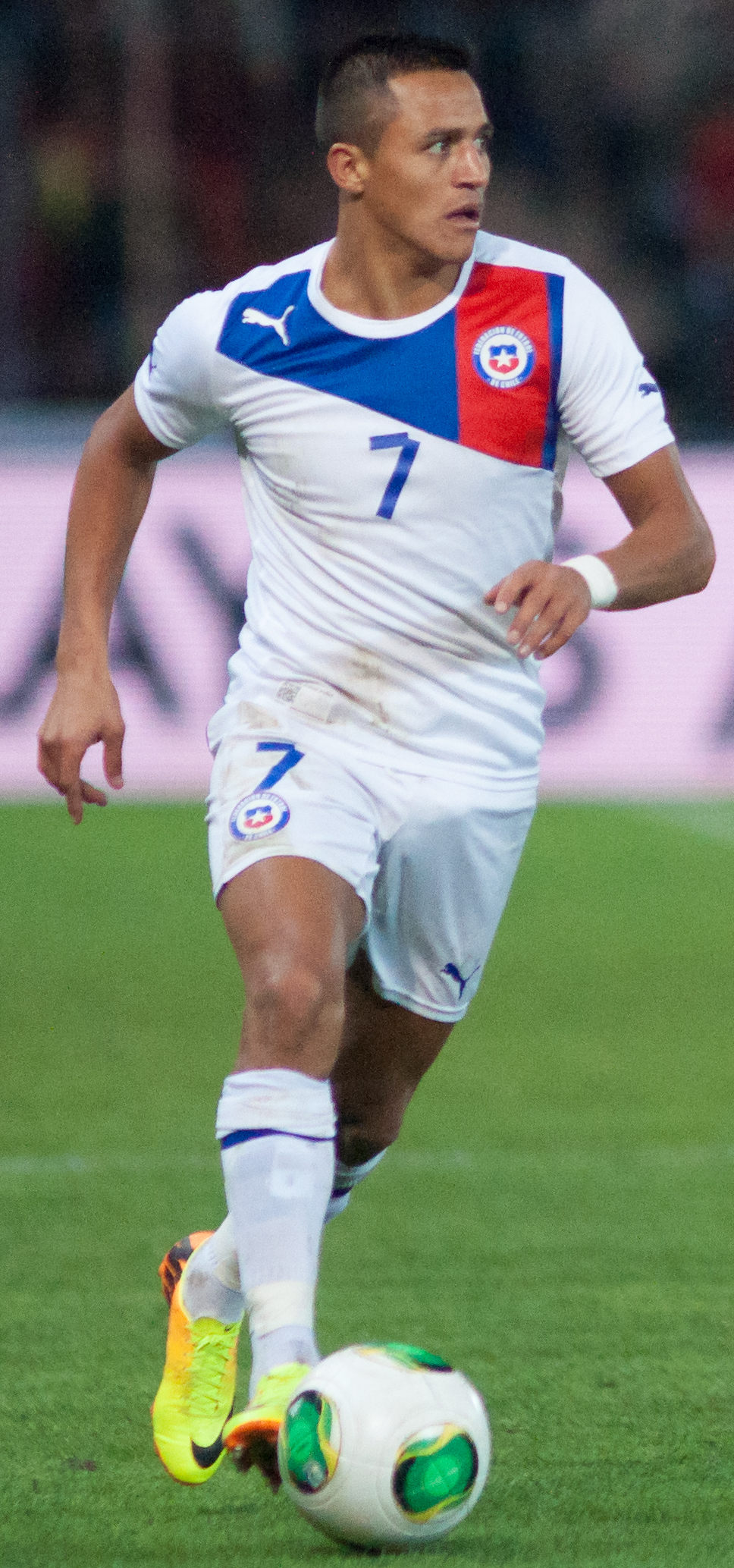
Alexis Sánchez, autore del tiro di rigore decisivo che portò al Cile la sua prima vittoria in Copa América.

L'Argentina attaccò per prima, con un tiro di Sergio Agüero parato dal portiere cileno Claudio Bravo. Poco dopo, però, Ángel Di María fu costretto a uscire per infortunio e fu sostituito da Ezequiel Lavezzi. Il primo tempo finì con tre cartellini gialli per il Cile e zero per l'Argentina.
Nel secondo tempo, fu il Cile a farsi avanti, mentre la prima ammonizione argentina fu inflitta a Javier Mascherano, che toccò la palla con la mano. A 15 minuti dalla fine, l'Argentina sostituì il centravanti Agüero con Gonzalo Higuaín, mentre il Cile sostituì il centrocampista Jorge Valdivia con Matías Fernández. Poco dopo, Arturo Vidal cadde a terra nell'area di rigore, ma non fu fischiato alcun fallo. Negli ultimi nove minuti del secondo tempo regolamentare, Javier Pastore lasciò il posto a Éver Banega; poco dopo, quest'ultimo subì fallo da Charles Aránguiz, il quale se la cavò senza cartellino. Negli ultimi secondi dei regolamentari, l'Argentina ottenne un contropiede, con Messi che dribblò due difensori cileni e passò la palla a Lavezzi, il quale la passò a sua volta a Higuaín, che fece partire un tiro da posizione defilata; la conclusione andò però a pochi centimetri dall'interno del palo, e la palla colpì l'esterno della rete.
Dopo i tempi regolamentari finiti a reti inviolate, il Cile si preparò ai supplementari sostituendo Eduardo Vargas con Ángelo Henríquez. Negli ultimi minuti del primo supplementare, il Cile ottenne un corner ma la palla fu spazzata da Lucas Biglia e Higuaín. Nel secondo supplementare, il Cile sprecò un'occasione da gol: Mascherano tirò in porta, e quando Claudio Bravo riuscì a respingerla per poco, Alexis Sánchez tirò forte, ma la palla andò alta oltre la traversa. Messi subì poi fallo, ma il conseguente calcio di punizione per l'Argentina fu spazzato dall'area di rigore cilena per ben tre volte da Gary Medel. Finiti anche i tempi supplementari a reti bianche, la partita finì dunque ai tiri di rigore.
Matías Fernández tirò per primo, e spiazzò il portiere argentino Sergio Romero, mentre Messi segnò il rigore del pari; seguì il gol di Vidal, il cui rigore fu soltanto rallentato da Romero e andò a segno. Higuaín mancò poi il suo rigore, mandandolo alto, mentre Aránguíz segnò un tiro potente. Bravo parò poi il tiro di Banega, mentre Alexis Sánchez segnò il gol che sancì il punteggio di 4-1.

## Tabellino
| Arbitro: | Wilmar Roldán |

|                                  |                      |                      |
| Fernández Vidal Aránguiz Sánchez | Tiri di rigore 4 – 1 | Messi Higuaín Banega |

| Cile | Argentina |

| Cile (3-4-1-2) |    |                  |     |     |
|                |    |                  |     |     |
| P              | 1  | Claudio Bravo    |     |     |
| D              | 5  | Francisco Silva  | 24’ |     |
| D              | 21 | Marcelo Díaz     | 34’ |     |
| D              | 17 | Gary Medel       | 44’ |     |
| C              | 4  | Mauricio Isla    |     |     |
| C              | 20 | Charles Aránguiz | 87’ |     |
| C              | 8  | Arturo Vidal     |     |     |
| C              | 15 | Jean Beausejour  |     |     |
| C              | 10 | Jorge Valdivia   |     | 75’ |
| A              | 11 | Eduardo Vargas   |     | 95’ |
| A              | 7  | Alexis Sánchez   |     |     |
| Sostituzioni:  |    |                  |     |     |
| C              | 14 | Matías Fernández |     | 75’ |
| A              | 22 | Ángelo Henríquez |     | 95’ |
| CT:            |    |                  |     |     |
| Jorge Sampaoli |    |                  |     |     |

| Argentina (4-3-3) |    |                   |     |     |
|                   |    |                   |     |     |
| P                 | 1  | Sergio Romero     |     |     |
| D                 | 4  | Pablo Zabaleta    |     |     |
| D                 | 15 | Martín Demichelis |     |     |
| D                 | 17 | Nicolás Otamendi  |     |     |
| D                 | 16 | Marcos Rojo       | 55’ |     |
| C                 | 6  | Lucas Biglia      |     |     |
| C                 | 14 | Javier Mascherano | 56’ |     |
| C                 | 21 | Javier Pastore    |     | 81’ |
| A                 | 10 | Lionel Messi      |     |     |
| A                 | 11 | Sergio Agüero     |     | 74’ |
| A                 | 7  | Ángel Di María    |     | 29’ |
| Sostituzioni:     |    |                   |     |     |
| A                 | 22 | Ezequiel Lavezzi  |     | 29’ |
| A                 | 9  | Gonzalo Higuaín   |     | 74’ |
| C                 | 19 | Éver Banega       | 91’ | 81’ |
| CT:               |    |                   |     |     |
| Gerardo Martino   |    |                   |     |     |

| Assistenti arbitrali: Alexander Guzmán (Colombia) Cristian De La Cruz (Colombia) Quarto ufficiale: José Argote (Venezuela) Assistente di riserva: Christian Lescano (Ecuador) | Regole dell'incontro - due tempi regolamentari da 45 minuti ciascuno; - due tempi supplementari da 15 minuti ciascuno in caso di parità; - tiri di rigore in caso di ulteriore parità; inizialmente cinque per squadra, e a oltranza fino a spareggio in caso di ulteriore parità; - numero massimo di 23 giocatori per squadra a referto (11 in campo e 12 come potenziali sostituti); - tre sostituzioni permesse nei tempi regolamentari; una quarta permessa nei tempi supplementari. |

## Statistiche
| Statistiche       | Cile | Argentina |
| ----------------- | ---- | --------- |
| Reti segnate      | 0    | 0         |
| Tiri totali       | 16   | 6         |
| Tiri in porta     | 9    | 4         |
| Possesso palla    | 52%  | 48%       |
| Calci d'angolo    | 4    | 7         |
| Falli commessi    | 29   | 21        |
| Fuorigioco        | 0    | 5         |
| Cartellini gialli | 4    | 3         |
| Cartellini rossi  | 0    | 0         |

## Conseguenze
Se per l'Argentina fu la terza finale persa nella competizione (e la seconda in due anni dopo quella dei Mondiali 2014 contro la Germania), per la Roja fu invece il primo trofeo Copa América in assoluto nella sua storia, più la qualificazione alla FIFA Confederations Cup 2017, l'ultima edizione del torneo.
Il tecnico del Cile Sampaoli diventò inoltre il primo allenatore della storia del calcio a vincere un grande trofeo internazionale battendo in finale la propria nazionale.